# みんなのうた年度別放送楽曲一覧 (2000年代)
みんなのうた年度別放送楽曲一覧（みんなのうたねんどべつほうそうがっきょくいちらん）は、NHKの音楽番組「みんなのうた」で2000年代に放送された楽曲の年度別にリスト化したものである。過去の再放送・セレクション枠・お楽しみ枠についても本項で扱う。